# 2019 en Syrie
Cet article présente les faits marquants de l'année 2019 en Syrie.

## Évènements
- 1er au 10 janvier : combats de la poche d'Idlib, les djihadistes de Hayat Tahrir al-Cham prennent le contrôle du gouvernorat d'Idlib après dix jours de combats contre les rebelles pro-turcs du Front national de libération
- 16 janvier : l'attentat de Manbij fait 19 morts.
- 23 mars : fin de l'offensive de Deir ez-Zor, les Forces démocratiques syriennes, soutenues par la coalition internationale, s'emparent de la poche de Baghouz ; l'État islamique ne contrôle alors plus aucun territoire en Syrie.
- 6 mai : début de l'offensive d'Idlib.
- 9 octobre : l'armée turque et les rebelles de l'Armée nationale syrienne lancent une opération miltiaire contre les Forces démocratiques syriennes dans le nord de la Syrie.